# HMS Affleck (K462)
HMS Affleck (K462) là một tàu frigate lớp Captain của Hải quân Hoàng gia Anh hoạt động trong Chiến tranh Thế giới thứ hai. Nó nguyên được Hoa Kỳ chế tạo như chiếc USS Oswald (DE-71), một tàu hộ tống khu trục lớp Buckley, và chuyển giao cho Anh Quốc theo Chương trình Cho thuê-Cho mượn (Lend-Lease). Tên nó được đặt theo Chuẩn đô đốc
Sir Edmund Affleck (1725-1788), hạm trưởng chiếc HMS Bedford (1775) từng tham gia cuộc Chiến tranh Độc lập Hoa Kỳ. Nó đã phục vụ trong Thế Chiến II cho đến khi bị hư hại do trúng ngư lôi phóng từ tàu ngầm U-486 ngoài khơi Cherbourg, Pháp vào ngày 26 tháng 12, 1944. Được kéo quay trở về cảng, con tàu được xem là một tổn thất toàn bộ. Trên danh nghĩa nó được hoàn trả cho Hoa Kỳ năm 1945 và cuối cùng bị bán vào năm 1947.

## Thiết kế và chế tạo
Buckley là một trong số sáu lớp tàu hộ tống khu trục được Hải quân Hoa Kỳ chế tạo nhằm đáp ứng nhu cầu hộ tống vận tải trong Thế Chiến II, sau khi Hoa Kỳ chính thức tham chiến vào cuối năm 1941. Chúng hầu như tương tự nhau, chỉ với những khác biệt về hệ thống động lực và vũ khí trang bị. Động cơ của phân lớp Backley bao gồm hai turbine hơi nước General Electric để dẫn động hai máy phát điện vận hành hai trục chân vịt, và dàn vũ khí chính bao gồm 3 khẩu pháo pháo 3 in (76 mm)/50 cal.
Những chiếc phân lớp Buckley (TE) có chiều dài ở mực nước 300 ft (91 m) và chiều dài chung 306 ft (93 m); mạn tàu rộng 37 ft 1 in (11,30 m) và độ sâu mớn nước khi đầy tải là 11 ft 3 in (3,43 m). Chúng có trọng lượng choán nước tiêu chuẩn 1.430 tấn Anh (1.450 t); và lên đến 1.823 tấn Anh (1.852 t) khi đầy tải. Hệ thống động lực bao gồm hai nồi hơi và hai turbine hơi nước General Electric công suất 13.500 mã lực (10.100 kW), dẫn động hai máy phát điện công suất 9.200 kilôwatt (12.300 hp) để vận hành hai trục chân vịt;  công suất 12.000 hp (8.900 kW) cho phép đạt được tốc độ tối đa 23 kn (26 mph; 43 km/h). Con tàu mang theo 359 tấn Anh (365 t) dầu đốt, cho phép di chuyển đến 6.000 nmi (6.900 mi; 11.000 km) ở vận tốc đường trường 12 kn (14 mph; 22 km/h).
Vũ khí trang bị bao gồm pháo 3 in (76 mm)/50 cal trên ba tháp pháo nòng đơn đa dụng (có thể đối hạm hoặc phòng không), gồm hai khẩu phía mũi và một khẩu phía đuôi. Vũ khí phòng không tầm gần bao gồm hai pháo Bofors 40 mm và tám pháo phòng không Oerlikon 20 mm. Con tàu có ba ống phóng ngư lôi Mark 15 21 inch (533 mm). Vũ khí chống ngầm bao gồm một dàn súng cối chống tàu ngầm Hedgehog Mk. 10 (có 24 nòng và mang theo 144 quả đạn); hai đường ray Mk. 9 và bốn máy phóng K3 Mk. 6 để thả mìn sâu. Thủy thủ đoàn đầy đủ bao gồm 200 sĩ quan và thủy thủ.
Con tàu được đặt lườn như là chiếc Oswald (DE-71) tại xưởng tàu của hãng Bethlehem-Hingham Steel Shipyard ở Hingham, Massachusetts vào ngày 5 tháng 4, 1943 và được hạ thủy vào ngày 30 tháng 6, 1943. Tuy nhiên trước đó nó đã được chuyển giao cho Anh Quốc vào ngày 10 tháng 6, 1943, và nhập biên chế cùng Hải quân Anh như là chiếc HMS Affleck (K462) vào ngày 29 tháng 9, 1943 dưới quyền chỉ huy của Hạm trưởng, Đại uý Hải quân Eric Ian Pilditch.

## Lịch sử hoạt động
Affleck đã phục vụ tuần túy cùng Đội hộ tống 1 khi tham gia các chiến dịch Đại Tây Dương, ngoài khơi Normandy và tại eo biển Manche. Vào ngày 19 tháng 2, 1944, nó cùng với tàu chị em Bentley (K465) cứu vớt 54 người sống sót từ chiếc tàu buôn Panama Colin, vốn bị đắm do trúng ngư lôi phóng từ tàu ngầm U-boat Đức U-859 vào ngày hôm trước tại tọa độ 54°16′B 31°58′T / 54,267°B 31,967°T. Đến ngày 26 tháng 2, nó phối hợp cùng Gore (K481) và Gould (K476) tấn công bằng mìn sâu và hải pháo và đã đánh chìm tàu ngầm U-boat U-91 tại tọa độ 49°45′B 26°20′T / 49,75°B 26,333°T. Khi chiếc U-boat bị hư hại nổi lên mặt nước và tìm cách húc Affleck, cuộc đối đầu tiếp theo đã khiến 36 thành viên thủy thủ đoàn U-91 tử trận, chỉ còn lại 16 người sống sót.
Vào ngày 1 tháng 3, Affleck cùng với Gore, Gould và Garlies (K475) đã phối hợp tấn công bằng mìn sâu đánh chìm tàu ngầm U-boat U-358 tại vị trí về phía Bắc quần đảo Azores, ở tọa độ 45°46′B 23°16′T / 45,767°B 23,267°T. 50 thành viên thủy thủ đoàn U-385 đã tử trận, chỉ có một người duy nhất sống sót. Tại eo biển Gibraltar vào ngày 16 tháng 3, nó phối hợp cùng tàu khu trục Vanoc (H33) và ba thủy phi cơ PBY Catalina thuộc Liên đội Tuần tra VP-63 Hải quân Hoa Kỳ, tấn công bằng Hedgehog và đã đánh chìm tàu ngầm U-boat U-392 tại tọa độ 35°55′B 05°41′T / 35,917°B 5,683°T. Toàn bộ 52 thành viên thủy thủ đoàn của U-392 đều tử trận.
Đến ngày 25 tháng 6, nó phối hợp với HMS Balfour tấn công bằng mìn sâu một mục tiêu tàu ngầm được tin là chiếc U-1191, và đánh chìm đối thủ tại vị trí khoảng 25 nmi (46 km) về phía Nam Start Point trong eo biển Manche. Tuy nhiên tài liệu chính thức của Hải quân Đức thu được sau chiến tranh cho thấy U-1191 chỉ bị đánh chìm tại eo biển Manche bởi Onslaught (G04), Oribi (G66), Brissenden (L79), Wensleydale (L86), Talybont (L18) và Seymour (K563) vào ngày 3 tháng 7.
Vào ngày 26 tháng 12, tại vị trí ngoài khơi Cherbourg, Pháp trong eo biển Manche, lúc 14 giờ 14 phút, tàu ngầm U-boat U-486 đã phóng ba quả ngư lôi dò âm G7es (T5) nhắm vào Đội hộ tống 1, và đã đánh trúng Affleck và Capel (K470). Capel bị đắm trong khi Affleck hư hại nặng nhưng vẫn nổi được và được kéo về cảng; tuy nhiên hư hại nó chịu đựng nghiêm trọng đến mức con tàu được xem là một tổn thất toàn bộ.
Tiếp tục neo đậu tại Anh, Affleck được chính thức hoàn trả cho Hoa Kỳ vào tháng 8, 1945, nhằm giảm bớt chi phí mà Anh phải trả cho Hoa Kỳ trong Chương trình Cho thuê-Cho mượn (Lend-Lease). Nó được bán cho hãng Transcontinental Victory Commercial Corporation Ltd. tại Lisbon, Bồ Đào Nha vào ngày 24 tháng 1, 1947, được sửa chữa và tiếp tục hoạt động như chiếc tàu buôn Nostra De La Luz cho đến thập niên 1970.